# 김정선 (1958년)
김정선(金正善, 1958년 10월 28일 서울특별시 ~ )은 대한민국의 정치인이다. 현재는 유엔 세계재활기구(UNWRO) 상임의장, 한반도미래연합 대표를 역임하고 있다.
한양대학교 대학원 국제정치학 박사 과정 출신이다. 그는 1987년 무렵부터 유엔 및 세계 각국에 세계재활과학(WRS: World Rehabilitation Science) 분야의 창설을 선포하고 "유엔 장애인권리위원회" 설립의 근거가 된 "세계장애인인권선언"의 기초를 마련하였으며 유엔 세계재활기구(UNWRO: United Nations World Rehabilitation Organization) 창설을 적극 주장했다.
2016년 3월 21일에는 한반도미래연합을 창당했다. 2017년에 실시된 대한민국 제19대 대통령 선거에서 한반도미래연합 후보로 출마하여 기호 13번을 부여받았다. 그렇지만 선거 공보물을 제출하지 못해 후보 등록이 무효화되는 것을 피하기 위해 2017년 4월 20일에 중앙선거관리위원회에 사퇴서를 제출했고 2017년 4월 21일에 사퇴 처리되었다.

## 저서
- 《한반도 미래 1》 (2014년, 답게)
- 《한반도 미래 2》 (2014년, 답게)
- 《한반도 미래 3》 (2014년, 답게)
- 《한반도 미래 4》 (2014년, 답게)
- 《천소앙》 (2014년, 필미디어)
- 《세계금융 지하경제》 (2015년, 넥센미디어)
- 《세계대전략 1》 (2015년, 넥센미디어)
- 《세계대전략 2》 (2015년, 넥센미디어)
- 《세계대전략 3》 (2015년, 넥센미디어)

## 역대 선거 결과
| 실시년도 | 선거 | 대수 | 직책   | 선거구   | 정당           | 득표수 | 득표율      | 순위 | 당락 | 비고 |
| -------- | ---- | ---- | ------ | -------- | -------------- | ------ | ----------- | ---- | ---- | ---- |
| 2017년   | 대선 | 19대 | 대통령 | 대한민국 | 한반도미래연합 |        | \| \| 0% \| |      | 사퇴 |      |
|          | 0%   |      |        |          |                |        |             |      |      |      |